# Hydriomena cydippe
Hydriomena cydippe är en fjärilsart som beskrevs av William Schaus 1912. Hydriomena cydippe ingår i släktet Hydriomena och familjen mätare. Inga underarter finns listade i Catalogue of Life.